# Антисоветское восстание в Иркутске
Антисоветское восстание в Иркутске (13 — 14 июня 1918) — неудачная попытка антисоветского восстания в Иркутске.

## Предыстория
Весной 1918 года в Забайкалье вторгся из Маньчжурии есаул Семёнов, что вызвало отвлечение туда значительной части красногвардейцев. В конце мая произошло восстание Чехословацкого корпуса, поддержанное действовавшим в Сибири офицерским подпольем. В июне иркутским подпольщикам стало известно, что большевики готовят несколько отрядов для отправки на Нижнеудинский фронт. Чтобы задержать эти отряды в Иркутске, и дать возможность нижнеудинцам продержаться до подхода чехословаков (а если удастся, то и свергнуть власть большевиков в Иркутстке), было решено в ночь на 14 июня начать вооружённое восстание.
Однако Центросибирь накануне восстания получила сообщение о его подготовке и собрала свой актив. Кто именно был виноват в предательстве, осталось неизвестным, так как после занятия Читы белыми подполковник Б. П. Иванов приказал сжечь все документы по арестованным красными политзаключённым.

## Ход событий
В 12-м часу ночи 13 июня несколько десятков подпольщиков ворвались в помещение охраны винного склада в Знаменском предместье Иркутска. Они обезоружили 7 караульных и захватили оружие 23 охранников склада. Вооружившись, белые в количестве более 200 человек двинулись к расположенной по соседству губернской тюрьме. При её захвате восставшие убили коменданта тюрьмы латыша А. К. Аугула, двух его помощников и арестанта. Затем они выпустили около 50 политзаключённых (от правых эсеров до монархистов), потом уголовных, всего 157 человек. Были выпущены все, числившиеся за ЧК, в том числе подозреваемые в шпионаже китайцы и реальные японские шпионы. Среди скрывшихся был арестованный 1 апреля председатель Иркутской губернской управы П. Д. Яковлев.
После захвата тюрьмы часть заключённых присоединилась к белым, которые попытались атаковать ключевые пункты Иркутска. Однако восставшие сразу встретили сопротивление красноармейских частей и рабочих, созванных гудками обозных мастерских. Небольшая группа белых перешла реку Ушаковку, отделяющую Знаменское предместье от центра Иркутска, заняла эти мастерские и некоторое время обезоруживала приходящих по тревоге рабочих, но затем была выбита. Другая группа белых напала на пост у понтонного моста, убила двух красноармейцев и рабочего, но после выстрелов со стороны других четырёх красноармейцев с другой стороны моста разбежалась. От села Пивоварихи белые атаковали и казармы 1-го советского полка, но были отбиты. В итоге к утру 14 июня восставшие были вытеснены за Ушаковку, а затем рассеялись по лесу.

## Итоги и последствия
По приговору военно-полевого суда большевиков за участие в выступлении были расстреляны есаул И. Тюменцев, поручик Д. И. Романенко подпоручик П. С. Телятьев, мещанин города Мысовска В. А. Черепанов, ненадолго освобождённый восстанием член областной думы студент Томского университета П. М. Беляков и ещё 6 человек. По данным красных, в восстании участвовало 350—400 человек, из которых было арестовано около 150 человек.